# 코바야시 아미
코바야시 아미(小林 亞実,こばやし あみ, 1993년 1월 12일 - )는 일본 여성 아이돌 그룹 전 SKE48의 멤버이다. 아시아 비즈니스 파트너 소속.

## 개요
- 전 SKE48 팀E 멤버
- 2015년 3월 31일 팀S 사토 미에코와 팀KII 후루카와 아이리와 연수생 오기노 리사 와 SKE48 졸업